# Hank Brown
George Hanks Brown, detto Hank (Denver, 12 febbraio 1940), è un politico statunitense, membro della Camera dei Rappresentanti per lo stato del Colorado dal 1981 al 1991 e senatore per lo stesso stato dal 1991 al 1997.

## Biografia
Dopo aver conseguito gli studi alla George Washington University e il servizio militare nella marina, Brown intraprese la carriera politica e nel 1972 venne eletto come repubblicano al Senato di stato del Colorado.
Dal 1981 al 1991 fu deputato presso la Camera dei Rappresentanti e nel 1991 venne eletto al Senato.
Nel 1996 decise di non concorrere per un secondo mandato e lasciò il Congresso nel gennaio 1997.
Dopo l'abbandono della politica attiva, Brown è stato rettore di varie università in Colorado. È inoltre un membro della Fondazione internazionale per i sistemi elettorali.